# 艾滋病防治条例
艾滋病防治条例是中華人民共和國國務院於2006年1月18日通過公佈，3月1日起施行的行政法规。第一條說明目的是：「為了預防、控制艾滋病的發生與流行，保障人體健康和公共衛生，根據傳染病防治法，制定本條例。」此規定取代了1987年批准的《愛滋病監測管理的若干規定》。其中規定縣級以上人民政府統一領導愛滋病防治工作，也規定宣傳教育，預防與控制，治療與救助，保障措施，法律責任之事項。